# 牛久保西
牛久保西（うしくぼにし）は、神奈川県横浜市都筑区の地名。現行行政地名は牛久保西一丁目から牛久保西四丁目。住居表示実施済区域。

## 地理
都筑区の北部に位置し、北に牛久保、北東に南山田、南東に牛久保東、南に中川中央、南と西に中川、北西に牛久保町と接している。

### 面積
面積は以下の通りである。
| 丁目           | 面積（km²） |
| -------------- | ----------- |
| 牛久保西一丁目 | 0.116       |
| 牛久保西二丁目 | 0.167       |
| 牛久保西三丁目 | 0.175       |
| 牛久保西四丁目 | 0.081       |
| 計             | 0.539       |

## 歴史

### 沿革
- 1989年（平成元年）11月27日 - 住居表示の実施[6]に伴い、牛久保町、中川町の各一部を分離し、牛久保西二丁目、牛久保西四丁目を新設[6][7]。横浜市港北区牛久保西二丁目・四丁目となる。
- 1991年（平成3年）11月11日 - 住居表示の実施[8]に伴い、牛久保町の一部から牛久保西三丁目を新設[8][9]。
- 1992年（平成4年）10月19日 - 住居表示の実施[10]に伴い、牛久保町、南山田町の各一部から牛久保西一丁目を新設[10][9]。
- 1994年（平成6年）11月6日 - 都筑区の新設により、横浜市都筑区牛久保西となる[11]。

### 町名の変遷
| 実施後         | 実施年月日                 | 実施前（各町名ともその一部） |
| -------------- | -------------------------- | ---------------------------- |
| 牛久保西一丁目 | 1992年（平成4年）10月19日  | 牛久保町、南山田町（各一部） |
| 牛久保西二丁目 | 1989年（平成元年）11月27日 | 牛久保町、中川町（各一部）   |
| 牛久保西三丁目 | 1991年（平成3年）11月11日  | 牛久保町（一部）             |
| 牛久保西四丁目 | 1989年（平成元年）11月27日 | 牛久保町、中川町（各一部）   |

## 世帯数と人口
2025年（令和7年）6月30日現在（横浜市発表）の世帯数と人口は以下の通りである。
| 丁目           | 世帯数    | 人口    |
| -------------- | --------- | ------- |
| 牛久保西一丁目 | 510世帯   | 1,225人 |
| 牛久保西二丁目 | 809世帯   | 2,143人 |
| 牛久保西三丁目 | 209世帯   | 563人   |
| 牛久保西四丁目 | 316世帯   | 780人   |
| 計             | 1,844世帯 | 4,711人 |

### 人口の変遷
国勢調査による人口の推移。
| 年                 | 人口  |
| ------------------ | ----- |
| 1995年（平成7年）  | 1,961 |
| 2000年（平成12年） | 2,781 |
| 2005年（平成17年） | 3,066 |
| 2010年（平成22年） | 3,455 |
| 2015年（平成27年） | 4,341 |
| 2020年（令和2年）  | 4,416 |

### 世帯数の変遷
国勢調査による世帯数の推移。
| 年                 | 世帯数 |
| ------------------ | ------ |
| 1995年（平成7年）  | 618    |
| 2000年（平成12年） | 915    |
| 2005年（平成17年） | 1,055  |
| 2010年（平成22年） | 1,245  |
| 2015年（平成27年） | 1,555  |
| 2020年（令和2年）  | 1,633  |

## 学区
市立小・中学校に通う場合、学区は以下の通りとなる（2024年11月時点）。
| 丁目           | 番・番地等                                        | 小学校               | 中学校               |
| -------------- | ------------------------------------------------- | -------------------- | -------------------- |
| 牛久保西一丁目 | 全域                                              | 横浜市立牛久保小学校 | 横浜市立中川中学校   |
| 牛久保西二丁目 | 26番15〜32号 28番1〜7号 28番22号〜最終号          | 横浜市立牛久保小学校 | 横浜市立中川中学校   |
| 牛久保西二丁目 | 1〜25番 26番1〜14号 26番33〜44号 27番 28番8〜21号 | 横浜市立都筑小学校   | 横浜市立中川西中学校 |
| 牛久保西三丁目 | 1〜8番                                            | 横浜市立都筑小学校   | 横浜市立中川西中学校 |
| 牛久保西三丁目 | 9〜13番                                           | 横浜市立牛久保小学校 | 横浜市立中川中学校   |
| 牛久保西四丁目 | 全域                                              | 横浜市立都筑小学校   | 横浜市立中川西中学校 |

## 事業所
2021年（令和3年）現在の経済センサス調査による事業所数と従業員数は以下の通りである。
| 丁目           | 事業所数  | 従業員数 |
| -------------- | --------- | -------- |
| 牛久保西一丁目 | 39事業所  | 410人    |
| 牛久保西二丁目 | 39事業所  | 485人    |
| 牛久保西三丁目 | 15事業所  | 242人    |
| 牛久保西四丁目 | 8事業所   | 37人     |
| 計             | 101事業所 | 1,174人  |

### 事業者数の変遷
経済センサスによる事業所数の推移。
| 年                 | 事業者数 |
| ------------------ | -------- |
| 2016年（平成28年） | 86       |
| 2021年（令和3年）  | 101      |

### 従業員数の変遷
経済センサスによる従業員数の推移。
| 年                 | 従業員数 |
| ------------------ | -------- |
| 2016年（平成28年） | 1,036    |
| 2021年（令和3年）  | 1,174    |

## 施設
- 東京都市大学横浜キャンパス
- 牛久保西公園

## その他

### 日本郵便
- 郵便番号 : 224-0015[3]（集配局：都筑郵便局[21]）

### 警察
町内の警察の管轄区域は以下の通りである。
| 丁目           | 番・番地等 | 警察署     | 交番・駐在所       |
| -------------- | ---------- | ---------- | ------------------ |
| 牛久保西一丁目 | 全域       | 都筑警察署 | センター北駅前交番 |
| 牛久保西二丁目 | 全域       | 都筑警察署 | 中川駅前交番       |
| 牛久保西三丁目 | 全域       | 都筑警察署 | 中川駅前交番       |
| 牛久保西四丁目 | 全域       | 都筑警察署 | 中川駅前交番       |